# Druhá vláda Ariela Šarona
Druhá vláda Ariela Šarona byla sestavena Arielem Šaronem 28. února 2003 po vítězství Likudu v lednových volbách. Jeho koalice zpočátku zahrnovala strany Šinuj a Národní jednota, které měly 60 ze 120 křesel v Knesetu, zatímco Jisra'el ba-alija, který měl dvě křesla, se spojil s Likudem. Dne 3. března 2006 se ke koalici připojila také Národní náboženská strana, díky čemuž získala celkem 66 křesel.
Vláda se kvůli plánu na stažení z Gazy stávala stále více nestabilnější, přičemž 6. června 2004 koalici opustila Národní jednota a 11. listopadu Národní náboženská strana. Dne 4. prosince po neshodách ohledně rozpočtu opustila vládu také strana Šinuj. Dne 10. ledna 2005 vstoupila do vlády aliance Strany práce a Mejmadu a 30. března Agudat Jisra'el.
Dne 23. listopadu 2005 Šaron spolu s několika dalšími ministry opustil Likud a založil Kadimu, která zůstala v čele vlády. Ačkoli aliance Strany práce a Mejmadu opustila vládu ještě téhož dne, Šaron zůstal u moci až do 4. ledna 2006, kdy ho postihla mozková mrtvice a kdy se vlády dočasně ujal úřadující premiér Ehud Olmert. Přestože Likud 15. ledna opustil vládu, Olmert se 16. dubna stal prozatímním premiérem a v čele vlády stál až do 4. května 2006, kdy po vítězství Kadimy v březnových volbách sestavil třicátou první vládu.

## Členové vlády
| Úřad                               | Člen vlády                                            | Politická strana               |
| ---------------------------------- | ----------------------------------------------------- | ------------------------------ |
| Předseda vlády                     | Ariel Šaron (do 16. dubna 2006)                       | Likud, Kadima                  |
| Předseda vlády                     | Ehud Olmert (prozatímně od 16. dubna 2006)            | Kadima                         |
| Vicepremiér                        | Šimon Peres (10. leden – 23 . listopad 2005)          | aliance Strany práce a Mejmadu |
| Úřadující premiér                  | Ehud Olmert (do 16. dubna 2006)                       | Likud, Kadima                  |
| Místopředseda vlády                | Tommy Lapid (do 4. prosince 2004)                     | Šinuj                          |
| Místopředseda vlády                | Silvan Šalom (do 15. ledna 2006)                      | Likud                          |
| Ministr zemědělství                | Jisra'el Kac (do 14. ledna 2006)                      | Likud                          |
| Ministr zemědělství                | Ze'ev Boim (od 18. ledna 2006)                        | Kadima                         |
| Ministr komunikací                 | Ariel Šaron (do 17. srpna 2003)                       | Likud                          |
| Ministr komunikací                 | Ehud Olmert (29. srpen 2003 – 10. leden 2005)         | Likud                          |
| Ministr komunikací                 | Dalia Icik (10. leden – 23. listopad 2005)            | aliance Strany práce a Mejmadu |
| Ministr komunikací                 | Avraham Hirschson (od 18. ledna 2006)                 | Kadima                         |
| Ministr obrany                     | Šaul Mofaz                                            | Nebyl členem Knesetu           |
| Ministr školství, kultury a sportu | Limor Livnat (do 14. ledna 2006)                      | Likud                          |
| Ministr školství, kultury a sportu | Me'ir Šitrit (od 18. ledna 2006)                      | Kadima                         |
| Ministr životního prostředí        | Jehudit Na'ot (do 17. října 2004)                     | Šinuj                          |
| Ministr životního prostředí        | Ilan Šalgi (29. listopad 2004 – 4. prosinec 2005)     | Šinuj                          |
| Ministr životního prostředí        | Šalom Simchon (10. leden – 23. listopad 2005)         | aliance Strany práce a Mejmadu |
| Ministr životního prostředí        | Gid'on Ezra (od 18. ledna 2006)                       | Kadima                         |
| Ministr financí                    | Benjamin Netanjahu (do 9. srpna 2005)                 | Likud                          |
| Ministr financí                    | Ehud Olmert (od 7. listopadu 2005)                    | Likud, Kadima                  |
| Ministr na ministerstvu financí    | Me'ir Šitrit (do 5. července 2004)                    | Likud                          |
| Ministr zahraničních věcí          | Silvan Šalom (do 15. ledna2006)                       | Likud                          |
| Ministr zahraničních věcí          | Cipi Livniová (od18. ledna 2006)                      | Kadima                         |
| Ministr zdravotnictví              | Dan Nave (do 14. ledna 2006)                          | Likud                          |
| Ministr zdravotnictví              | Ja'akov Edri (od 18. ledna 2006)                      | Kadima                         |
| Ministr bydlení a výstavby         | Efrajim Ejtam (3. březen 2003 – 10. červen 2004)      | Národní náboženská strana      |
| Ministr bydlení a výstavby         | Cipi Livniová (31. říjen 2004 – 10. leden 2005)       | Likud                          |
| Ministr bydlení a výstavby         | Jicchak Herzog (10. leden – 23. listopad 2005)        | aliance Strany práce a Mejmadu |
| Ministr bydlení a výstavby         | Ze'ev Boim (od 18. ledna 2006)                        | Kadima                         |
| Ministr absorpce imigrantů         | Cipi Livniová                                         | Likud, Kadima                  |
| Ministr ekonomiky, obchodu a práce | Ehud Olmert                                           | Likud, Kadima                  |
| Ministr vnitra                     | Avraham Poraz (do 4. prosince 2004)                   | Šinuj                          |
| Ministr vnitra                     | Ofir Pines-Paz (10. leden – 23. listopad 2005)        | aliance Strany práce a Mejmadu |
| Ministr vnitřní bezpečnosti        | Cachi Hanegbi (do 6. září 2004)                       | Likud                          |
| Ministr vnitřní bezpečnosti        | Gid'on Ezra (od 29. listopadu 2004)                   | Likud, Kadima                  |
| Ministr pro záležitosti Jeruzaléma | Natan Šaransky (3. březen 2003 – 4. květen 2005)      | Nebyl členem Knesetu           |
| Ministr spravedlnosti              | Tommy Lapid (do 4. prosince 2004)                     | Šinuj                          |
| Ministr spravedlnosti              | Cipi Livniová (od 10. ledna 2005)                     | Likud, Kadima                  |
| Ministr národní infrastruktury     | Josef Paricky (do 13. července 2004)                  | Šinuj                          |
| Ministr národní infrastruktury     | Eli'ezer Sandberg (19. červenec – 4. listopad 2004)   | Šinuj                          |
| Ministr národní infrastruktury     | Binjamin Ben Eli'ezer (10. leden – 23. listopad 2005) | aliance Strany práce a Mejmadu |
| Ministr národní infrastruktury     | Roni Bar-On (od 18. listopadu 2006)                   | Kadima                         |
| Ministr náboženských služeb        | Ariel Šaron (do 31. prosince 2003)                    | Likud                          |
| Ministr vědy, kultury a sportu     | Eli'ezer Sandberg (do 19. července 2004)              | Šinuj                          |
| Ministr vědy, kultury a sportu     | Ilan Šalgi (24. červenec – 29. listopad 2004)         | Šinuj                          |
| Ministr vědy, kultury a sportu     | Viktor Brailovsky (29. listopad – 4. prosinec 2004)   | Šinuj                          |
| Ministr vědy, kultury a sportu     | Matan Vilna'i (7–23. listopad 2005)                   | aliance Strany práce a Mejmadu |
| Ministr vědy, kultury a sportu     | Roni Bar-On (od 18. ledna 2006)                       | Kadima                         |
| Ministr turismu                    | Binjamin Elon (do 6. června 2004)                     | Národní jednota                |
| Ministr turismu                    | Gid'on Ezra (31. srpen 2004 – 10. leden 2005)         | Likud                          |
| Ministr turismu                    | Avraham Hirschson (od 10. ledna 2005)                 | Likud, Kadima                  |
| Ministr dopravy                    | Avigdor Lieberman (do 6. června 2004)                 | Národní jednota                |
| Ministr dopravy                    | Me'ir Šitrit (od 31. srpna 2004)                      | Likud, Kadima                  |
| Ministr práce a sociální péče      | Zevulun Orlev (3. březen 2003 – 11. listopad 2004)    | Národní náboženská strana      |
| Ministr v úřadu předsedy vlády     | Gid'on Ezra (do 31. srpna 2004)                       | Likud                          |
| Ministr v úřadu předsedy vlády     | Uzi Landau (do 26. října 2004)                        | Likud                          |
| Ministr v úřadu předsedy vlády     | Cachi Hanegbi (od 6. září 2004)                       | Likud, Kadima                  |
| Ministr v úřadu předsedy vlády     | Matan Vilna'i (12. leden – 28. říjen 2005)            | aliance Strany práce a Mejmadu |
| Ministr bez portfeje               | Chajim Ramon (10. leden – 23. listopad 2005)          | aliance Strany práce a Mejmadu |